# 百合ームコロッケ
『百合ームコロッケ』（ゆりームコロッケ）は、『喰霊-零-』のイメージソングアルバム。2008年12月25日にLantisから発売された。

## 概要
テレビアニメ『喰霊-零-』のイメージソングおよび挿入歌を収録。参加歌手は、yozuca*、サリヤ人、飛蘭、瀬名、妖精帝國、Riryka、美郷あき、茅原実里、水原薫。CDジャケットはリバーシブル仕様。表には土宮神楽と諫山黄泉が、裏にはチーム殺生石として三途川カズヒロ、春日ナツキ、諫山冥が描かれている。

## 収録曲
1. Dark Side of the Light
歌：飛蘭
作詞：渡邉美佳、作曲・編曲：上松範康
テレビアニメ『喰霊-零-』第1話挿入歌
四課イメージソング
2. Paradise Lost（TVサイズ）
歌：茅原実里
作詞：畑亜貴、作曲・編曲：菊田大介
オープニングテーマ
3. ここから、これから。
歌：サリヤ人
作詞：畑亜貴、作曲：黒須克彦、編曲：鈴木マサキ
黄泉と神楽の出会い、信頼に結びつく過程をイメージしている。
4. Unusual Days
歌：美郷あき
作詞：畑亜貴、作曲・編曲：黒須克彦
第7話挿入歌
対策室の仲間たちとの楽しい時間をイメージしている。
5. Reality awake
歌：yozuca*
作詞：yozuca*、作曲：Tatsh、編曲：chokix
土宮神楽イメージソング
6. 永遠 -TOWA-
歌：瀬名
作詞：RUCCA、作曲：瀬名、編曲：松下典由
諫山冥イメージソング
7. 霊喰い
歌：妖精帝國
作詞：yui、作曲・編曲：橘尭葉
第8話挿入歌
殺生石イメージソング
8. Distance point
歌：飛蘭
作詞：畑亜貴、作曲・編曲：中山真斗
圧倒的な力・カテゴリーA化した黄泉をイメージしている。
9. Blue Butterfly
歌：Riryka
作詞・作曲：Riryka、編曲：原田喧太
青い蝶。絶望バトル。圧倒的な敗北。をイメージしている。
10. 鎮魂の旅へ
歌：飛蘭
作詞：畑亜貴、作曲・編曲：中山真斗
黄泉の心をイメージしている。
11. AI
歌：yozuca*
作詞・作曲：上松範康、編曲：虹音
土宮神楽メロディ
12. if
歌：飛蘭
作詞・作曲：上松範康、編曲：虹音
諫山黄泉メロディ
13. Reincarnation
歌：yozuca*、飛蘭
作詞・作曲：上松範康、編曲：虹音
第12話挿入歌（実際に放送された曲はこの曲のマイナーチェンジバージョンの「Reincarnation-Last harmony-」でありDVD第6巻初回限定版の特典CDに収録されている）
土宮神楽、諫山黄泉イメージソング
14. 夢の足音が聞こえる（TVサイズ）
歌：水原薫
作詞：畑亜貴、作曲・編曲：虹音
エンディングテーマ